# Luís de Almeida Portugal, o Manteigas
Luís de Almeida Portugal (- Vila Viçosa, 16 de Novembro de 1691.), conhecido pela alcunha «O Manteigas», comendador de São Salvador de Elvas na Ordem de Cristo, 1.° alcaide mor de Borba, "que serviu na guerra como capitão de cavalos" e depois de mestre de campo.

## Dados genealógicos
Era filho de D. João de Almeida, senhor da casa de seu pai, comendador de Santa Maria de Loures na Ordem de Cristo, alcaide-mor de Alcobaça, vedor da Casa Real de D. João IV de Portugal e D. Afonso VI de Portugal. Reposteiro-mor e Gentil-Homem de Câmara do Rei quando sua mãe D. Luísa de Gusmão lhe pôs casa. Sua varonil beleza se tornou tão apreciada que era conhecido pelo apelido de «O Formoso». Casou com D. Violante Henriques, Guarda-mor da Rainha D. Maria Francisca Isabel de Sabóia quando enviuvou. Era filha de D. Marcos de Noronha, que combateu em Alcácer Quibir e foi resgatado, senhor do morgado e padroado do Convento do Salvador de Lisboa e sua mulher Maria Henriques. Violante que era irmã de D. Tomás de Noronha, 3° Conde dos Arcos, do Conselho de Estado e Presidente do Conselho Ultramarino.
Casou com Maria Josefa Joana de Melo Côrte-Real ( . Dezembro de 1723.) filha do 1.º Conde das Galveias, Dinis Melo e Castro.
Tiveram:
- D. João Teotónio de Almeida, comendador de São Salvador de Elvas e capitão de infantarias no Alentejo,[9] fidalgo cavaleiro da Casa real, casado com D. Tereza Antonia de Melo Castro e Beja, filha e herdeira de António Luís Beja e Noronha,[6][10] capitão de cavalos, casado com D. Isabel de Castro, filha de Egas Coelho, senhor da Ilha de Maio. Com geração.[11]
- D. Henrique de Almeida
- D. Francisco de Almeida, tanto ele como o irmão acima foram religiosos da Ordem dos Ermitas de Santo Agostinho e depois passaram para a Ordem de Malta[12]
- . D. Dinis de Almeida, comendador de São Martinho de Soeiro na Ordem de Cristo, foi capitão de cavalos, ,,,,. Com geração.[12]
- D. Lopo de Almeida ....[13]
- Violante Maria Antónia de Portugal casada com João Sanches de Baena e Farinha, moço-fidalgo da Casa Real, de quem teve filhos. Depois de enviuvar casou com seu primo Luís José de Almada ( - 21 de Dezembro de 1735), mestre-sala, 10.º conde de Avranches, (13.º senhor dos Lagares d´El-Rei), (8.º senhor de Pombalinho),[14] de que teve também geração.[11]
- D. Ângela Maria de Portugal casada com Pedro da Silva da Fonseca,[15] com geração.